# Tìm kiếm Tài năng Ả Rập
Arabs Got Talent là một chương trình truyền hình thực tế tài năng được phát sóng bởi MBC 1 ở Thế giới Ả Rập; được sản xuất bởi MBC và được phát sóng lần đầu tiên vào ngày 14 tháng 1 năm 2011.
Chương trình kết thúc mùa thứ hai vào ngày 29 tháng 6 năm 2012. Mùa thứ ba bắt đầu phát sóng vào ngày 14 tháng 9. Mùa thứ tư bắt đầu được phát sóng vào ngày 20 tháng 12. Mùa thứ năm kết thúc vào ngày 20 tháng 5 năm 2017, với chiến thắng của ca sĩ opera tám tuổi Emanne Beasha.

## Mùa giải
| Mùa : | Tập đầu                   | Tập cuối                 | Chiến thắng       | Kênh                           |
| ----- | ------------------------- | ------------------------ | ----------------- | ------------------------------ |
| 1     | Ngày 25 tháng 2 năm 2011  | Ngày 14 tháng 4 năm 2011 | Amr Katamesh      | MBC1 MBC Masr                  |
| 2     | Ngày 6 tháng 4 năm 2012   | Ngày 29 tháng 6 năm 2012 | Khawater Al-Zalam | MBC1 MBC Masr                  |
| 3     | Ngày 14 tháng 9 năm 2013  | Ngày 7 tháng 12 năm 2013 | Sima group        | MBC1 MBC Masr                  |
| 4     | Ngày 20 tháng 12 năm 2014 | Ngày 7 tháng 3 năm 2015  | Salah Entertainer | MBC1 MBC Masr                  |
| 5     | Ngày 11 tháng 3 năm 2017  | Ngày 20 tháng 5 năm 2017 | Emanne Beasha     | MBC1 MBC Masr                  |
| 6     | 16 tháng 2, 2019          | 27 tháng 4, 2019         | Mayyas            | MBC1, MBC Iraq, MBC Masr, LBCI |